# 印度尼西亚女性割礼
印度尼西亚女性割礼印度尼西亚的女性割礼，普遍是I型和IV型 ；调查18岁受过割礼的女性97.5%来自穆斯林家庭。穆斯林女性在印度尼西亚至少占85%。在印度尼西亚的某些社区，大众女性割礼仪式是由当地的伊斯兰基金会在穆罕默德生日举办。有些是用钢笔刀做的，有些是用剪刀做的I型。2003和2010年间在印尼进行的两项全国性研究发现，超过80%的样本通常是9岁以下的小孩被割礼。调查表明，在这些研究地点，主要宗教是伊斯兰教，女孩和男孩普遍割礼，15–18岁的孩子中86-100%的女孩进行了割礼。在研究中受访问家庭中有90%以上声称他们希望这种做法继续下去。世界卫生组织认为女性割礼给人造成的大出血、泌尿问题、感染以及其它并发症而将其列为危险行为，没有任何好处。被认为是对女性的人权侵犯。
历史记录表明，印度尼西亚的女性割礼始于十三世纪伊斯兰教的到来，并作为他们皈依伊斯兰教的一部分而流行起来。在印度尼西亚群岛，十七世纪部分人口皈依了伊斯兰教，割礼已经普遍存在于穆斯林女性。 2006年被政府禁止；然而女性割礼在印度尼西亚这个世界上最大的穆斯林国家继续进行。 2010年，印尼卫生部颁布了一项法令，概述了生殖器切割的正当程序，活动家声称这违反了禁止女性割礼的2006禁令。
2013年印尼乌里玛理事会裁决支持女性割礼，虽然不是强制性的，它仍然是“道德上的建议”。 他们一直敦促印尼政府允许女孩割礼，自称是伊斯兰教义的一部分。 2013年3月，一些印尼官员称，剪刺式割礼不是残割女性生殖器。
根据儿童基金会的2016年份报告，2015年14岁以下的印度尼西亚女孩中有49%已经接受了割礼。
该基金会报告印度尼西亚约有六千万名妇女经历了割礼。印尼大多数穆斯林信奉沙斐仪派，该学派支持女性割礼。过去执行割礼的主要为民间专业割礼者，有可能造成感染，2010年印度尼西亚卫生部允许医务人员对女童执行割礼，将仪式制度化为医疗实践，理由是可以降低感染的风险。许多产科诊所提供割礼手术，在分娩后不久作为出生全套服务的一部分，不需额外收费。诊所的助产士倾向于使用剪刀真正切割皮肤而不是割礼者用针来象征性的刮擦皮肤，实际上更危险。2014年，卫生部撤销了该条例。然而，医院仍在为女孩执行割礼。

## 传统传承
在2001-02年人口委员会研究中，2,215起病例，68%由传统接生员和传统割礼者进行。32%由医务人员执行，主要是助产士。六个省份的八个地区：西苏门答腊省，万丹省，东加里曼丹省，东爪哇省，戈兰托洛和南苏拉威西岛92%的受访家长希望女儿和未来的孙女传承割礼。2013年“国家基本卫生调查”显示，割礼50.9%由助产士完成，其他医务人员占2.3%共计53.2%。传统接生员完成割礼者占46.8%。印度尼西亚的九个省份包括亚齐特别行政区，东加里曼丹省，苏拉威西岛和戈兰塔洛岛，以及马鲁古省和北马鲁古省90%-94.9%的父母希望传承割礼。其他24个省份的比例较低。
女性必须像男性一样接受割礼，宗教信仰、社会压力和卫生工作者的鼓励是主要原因。专注全球发展的组织和印尼大学性别与性研究中心组织12月初公布调查，涉及北苏门答腊棉兰、东爪哇岛苏民纳、西加里曼丹吉打邦、西努沙登加拉Bima、西苏拉威西省波里哇利曼达、哥伦打洛以及马鲁古安汶。2015年1月至4月调查，700名受访母亲有一半给女儿割礼，一半不做。给女儿割礼的母亲97.1%认为男女必须经历割礼。61%的女孩在一岁前割礼，未割礼的女性会被认为是不洁的人，长大后会变得淫乱而多余而被疏远。
90%的母亲认为割礼会让女儿更健康。84.6%的人认为割礼让女儿阴道更干净，55.4%认为这会增强生殖能力，54.6%认为可以控制女儿性欲。88%认为不割礼会成为罪人，36%认为割礼更容易找到丈夫。这些母亲的学历32.3%是高中；26.6%为小学；23.7%为初中；至少9.4%为学士学位。
虽然古兰经里面并没有提到女性割礼，印度尼西亚文化将割礼视为神圣，社会认为父母有责任让女儿割礼。家人、邻居、宗教成员和卫生员们鼓励母亲为女儿割礼。通常女性的价值就存在于是否割礼。反对割礼的人会被社会处罚。在苏民纳等地，没割的女性就会被认为有很强的性冲动、淫乱，有变成性工作者的风险。在安汶，未经割礼的女性不被允许进入清真寺祈祷、诵读古兰经。在Bima没有男人会娶未割礼女性。反对女性暴力委员会的委员Riri Khariroh说要消除割礼就要将它与宗教剥离开。改变与宗教联系的女性割礼一词，使用女性生殖器残缺这个词。

## 割礼年龄
割礼对象转为更年轻、没有能力抵抗的女童，甚至女婴。2001至2002年的研究显示，85.9％女孩9岁之前割礼，2013年，却有96.7％的女童5岁前割礼，在0至11个月的婴儿佔其中的82.8％。

## 割礼方式
与非洲女性割礼涉及切除部分或全部的阴蒂（或阴蒂包皮）不同。1997年世卫组织把印度尼西亚的做法被称为“未分类”或“第四类”。割礼方式有用针刮擦、揉搓和穿刺阴蒂以使女孩流出一滴血。
给女儿割礼的母亲中，一半人要求割伤女儿阴蒂，比如刮擦阴蒂直到其表面有血迹，或者用小刀刺穿阴蒂，弄出其中的白色“神圣”物质“cubit kodo”。36.6%的割礼方式会割掉阴蒂的一小部分，在Bima割礼要切掉阴蒂顶端名为“isi noi”的东西。在安汶需要移除米粒大小的阴蒂。1.1%的割礼方式会刺穿或者刮擦阴道到出血。还有“象征性”割礼，9.1%的割礼方式是用棉花蘸消毒剂擦拭阴蒂代表出血，这种割礼在西加里曼丹和东爪哇很常见，而在哥伦打洛包括用小刀接触阴蒂；在某些地方，割礼甚至不需要接触生殖器。
超过一半的割礼由婴儿萨满来主持，四分之一的割礼由割礼萨满主持，17%由接生员来做，0.9%由医生来完成。

## 割礼工具
Johanna Debora Imelda医生表示割礼用到的工具常常有小刀、剃须刀片和刮眉刀。这些刀通常被视作神圣，经年不洗而生锈。一名来自Bima的女孩说：六岁那年割礼，害怕得哭了。没有勇气去看，流了两天血，人们用传统的药物治疗。要在海里洗澡。割礼过尿尿都痛。一个朋友割礼期间总在动。像刚刚生过孩子的女人那样流血。另一个朋友在听过其他人的经历之后很害怕，她的父母必须用礼物来鼓励她。